# Illuminati (Kartenspiel)
Illuminati ist ein komplexes Kartenspiel, das im englischen Original von Steve Jackson Games verlegt wird. Der amerikanische Spieleverlag, der das Spiel auch als Brettspiel betrachtet, da es trotz fehlenden Spielbretts einige Brettspiele-Elemente enthält, brachte seit 1982 mehrere Neuauflagen mit veränderten Regeln und verschiedenen Spielelementen heraus. Gespielt wird am besten mit 4–6 Spielern, mit Regeländerungen sind auch Spiele mit 2–8 Spielern möglich. Ein Spiel dauert in Abhängigkeit von der Spieleranzahl meist ein bis vier Stunden oder sogar länger. 1983 gewann Illuminati den Origins Award für das Best Science Fiction Boardgame of 1982.

## Versionen
Das englische Originalspiel wurde im Juli 1982 zunächst in einer kleinen Plastikpackung mit Schwarz-weiß-Karten und Papp-Geld vertrieben. 1987 erschien eine etwa 23 × 31 cm große Spielschachtel mit Karten in Schwarz, Weiß und Rosa sowie Papp-Geld. Die Ausgabe von 1991 wurde gegenüber der 1987er-Ausgabe verändert, indem die Geld-Chips nun aus Kunststoff bestanden. Und 1999 erschien in einer kleineren Schachtel von 12,7 × 20,3 cm ein Set mit Mehrfarbigen Karten und Papp-Geld, das auch als Deluxe Illuminati oder Illuminati. The Game of Conspiracy bezeichnet wird.
Die einzige Illuminati-Erweiterung, die ein Spielbrett enthielt, war Illuminati Brainwash, das als dritte Erweiterung des Spiels erstmals 1985, in der mehrfarbigen Version 2001, erschien. Illuminati Y2K erschien 1999 und machte sich die Besorgnis um das Jahr-2000-Problem und die mit der Jahrtausendwende verbundenen Weltuntergangsszenarien zum Thema. Illuminati Bavarian Fire Drill wurde 2007 veröffentlicht und nahm Gruppenkarten und Mechanismen des Sammelkartenspiels Illuminati. Neue Weltordnung auf, z. B. den Kartentyp Artefakt und die Gruppen NATO und Rosenkreuzer. Nicht als Erweiterung, sondern als unabhängiges Spin-off veröffentlichte Steve Jackson 2004 Illuminati: Crime Lords, das aus 112 Karten besteht.
1988 erschien Illuminati erstmals in deutscher Übersetzung im Hamburger Citadel-Verlag als Lizenzausgabe des amerikanischen Herstellers. Die mehrfarbige und an die englische 1999er-Ausgabe anschließende deutsche Neuausgabe von Pegasus Spiele wurde von Manfred Escher gestaltet und erschien mit überarbeiteten Regeln 2005 zur Spielwarenmesse in Essen. Gängige Bezeichnungen sind auch hier Illuminati. Die Weltverschwörung und Illuminati Deluxe. Die Karten der englischen Y2K-Erweiterung sind darin bereits enthalten. Im November 2007 veröffentlichte Pegasus die Erweiterung Illuminati: Bayrische Feuerlöschübung mit 120 Karten, darunter auch zusätzliche Karten, die gegenüber der englischen Version auf spezifisch deutsche Aspekte anspielen.
Illuminati ist kein Sammelkartenspiel, das ebenfalls von Steve Jackson entwickelte Illuminati. Neue Weltordnung hingegen schon.

## Ausstattung
| Spielmaterial Illuminati (deutsche Neuauflage 2005) |
| --------------------------------------------------- |
| 229 Spielkarten, darunter                           |
| * 10 Illuminaten                                    |
| * 178 Gruppen                                       |
| * 41 Sonderkarten                                   |
| 11 Blankokarten, davon                              |
| * 3 Blanko Illuminatikarten                         |
| * 6 Blanko Gruppenkarten                            |
| * 2 Blanko Sonderkarten                             |
| 234 MegaTeuro-Münzen                                |
| 2 6-Seiten-Spielwürfel                              |
| Spielregel                                          |

Das Spiel besteht aus etwa 220 Karten, Spielgeld und einer Anleitung. Zusätzlich benötigt man zwei sechsseitige Spielwürfel. Die Karten teilen sich in drei Typen auf:
- Illuminati
- Gruppen
- Sonderkarten

Die Spieler übernehmen die Rolle von verschiedenen Organisationen, den so genannten Illuminati. Hierbei handelt es sich um Gruppen, die in verschiedenen Verschwörungstheorien als die Drahtzieher im Hintergrund betrachtet werden:
- Das Bermuda-Dreieck
- Das Netzwerk
- Die Bayrischen Illuminati
- Die Diskordische Gesellschaft
- Die Gesellschaft der Assassinen
- Die Gnome von Zürich[3]
- Die Jünger Cthulhus
- Die UFOs
- Kirche des Subgenius (aus der engl. Erweiterung Y2K)[4]
- Shangri-La (aus der engl. Erweiterung Y2K)

Die Welt selbst, die diese Verschwörungen unter ihre Kontrolle zu bringen versuchen, wird dargestellt durch die Gruppenkarten, wie beispielsweise die C.I.A., Kalifornien oder die Ärztekammer, aber auch Druiden, El Niño oder Elvis-Imitatoren. Viele Kartenideen stammen aus dem Bereich der Verschwörungstheorien (zum Beispiel der „Gedankenkontrolllaser“), insbesondere aus Sheas und Wilsons Illuminatus!-Trilogie. Sie sind größtenteils von Dan Smith mit einem hintergründigen Humor gestaltet (z. B. „Atomkraftgegner“ mit zwei Köpfen).
Jede Gruppe verfügt über Spielwerte für Macht, Widerstand und Einkommen, die Illuminati-Gruppen lediglich über Macht und Einkommen, zudem haben viele Gruppen eine Gesinnung (bspw. liberal, konservativ, kriminell etc.). Außerdem sind auf jeder Gruppenkarte Verbindungspfeile eingezeichnet, über die sie mit anderen Gruppen verbunden werden können, sodass eine komplexe „Machtstruktur“ entsteht. Es ist wichtig, die eigene Machtstruktur sorgfältig zu planen, da ungünstig liegende Gruppen die Verbindungspfeile der umliegenden Gruppen blockieren können. Außerdem bekommen Gruppen, die nahe der zentralen Illuminati liegen, einen Verteidigungsbonus gegen Angriffe anderer Spieler. Jede Gruppe verfügt über eigenes Geld, das sich jede Runde um das Einkommen der Gruppe erhöht und für Spielaktionen aufgewendet werden kann. Zwischen verschiedenen Gruppen kann Geld nur mit gewissen Einschränkungen transferiert werden.
Sonderkarten repräsentieren unerwartete Ereignisse oder Veränderungen von Gruppen, wie höheres Einkommen oder geringeren Widerstand.

## Spielablauf
Das Spiel wird in Runden gespielt. Die Hauptaufgabe jedes Spielers ist die Übernahme und Kontrolle von möglichst vielen Gruppen. Um neue Gruppen zu übernehmen, muss der Spieler einen „Kontrollangriff“ auf diese Gruppe ausführen. Die angegriffene Gruppe kann sich entweder im unkontrollierten Spielbereich befinden oder in der Machtstruktur eines Mitspielers. Während eines Kontrollangriffs muss der Angreifer mit der kombinierten Macht aller angreifenden Gruppen den Widerstandswert des Opfers überwinden. Dieses Kräfteverhältnis kann durch die Gesinnung der Gruppen sowie den Einsatz von Geld und Sonderkarten beeinflusst werden. Auch andere Spieler können in den Kampf eingreifen und eine Seite unterstützen, so dass diplomatische Verhandlungen einen Teil des Spielgeschehens bilden. Nach einer erfolgreichen Übernahme wird die neue Gruppe in die eigene Machtstruktur aufgenommen, indem sie an einen freien Verbindungspfeil angelegt wird. Alternativ zu einem Kontrollangriff können Gruppen auch neutralisiert (aus der Machtstruktur entfernt und in den unkontrollierten Bereich gelegt) oder zerstört (aus dem Spiel genommen) werden. Außer der Ausführung derartiger Angriffe können die Spieler untereinander weitgehend frei handeln, Allianzen bilden und brechen, lügen, betrügen und stehlen.
Gewonnen hat ein Spieler, sobald er eine gewisse Anzahl an Gruppen kontrolliert oder sein Spezialziel erreicht hat. So gewinnt der Spieler der Gnome von Zürich beispielsweise auch, wenn er 150 Geldeinheiten („MegaTeuro“) in seiner Machtstruktur angesammelt hat; der Spieler des Bermuda-Dreiecks gewinnt bereits, wenn er in seiner Machtstruktur jede der zehn verschiedenen Gesinnungen vertreten hat.